# Stemodia palmeri
Stemodia palmeri är en grobladsväxtart som beskrevs av Asa Gray. Stemodia palmeri ingår i släktet Stemodia och familjen grobladsväxter. Inga underarter finns listade i Catalogue of Life.